# Fiat 1600

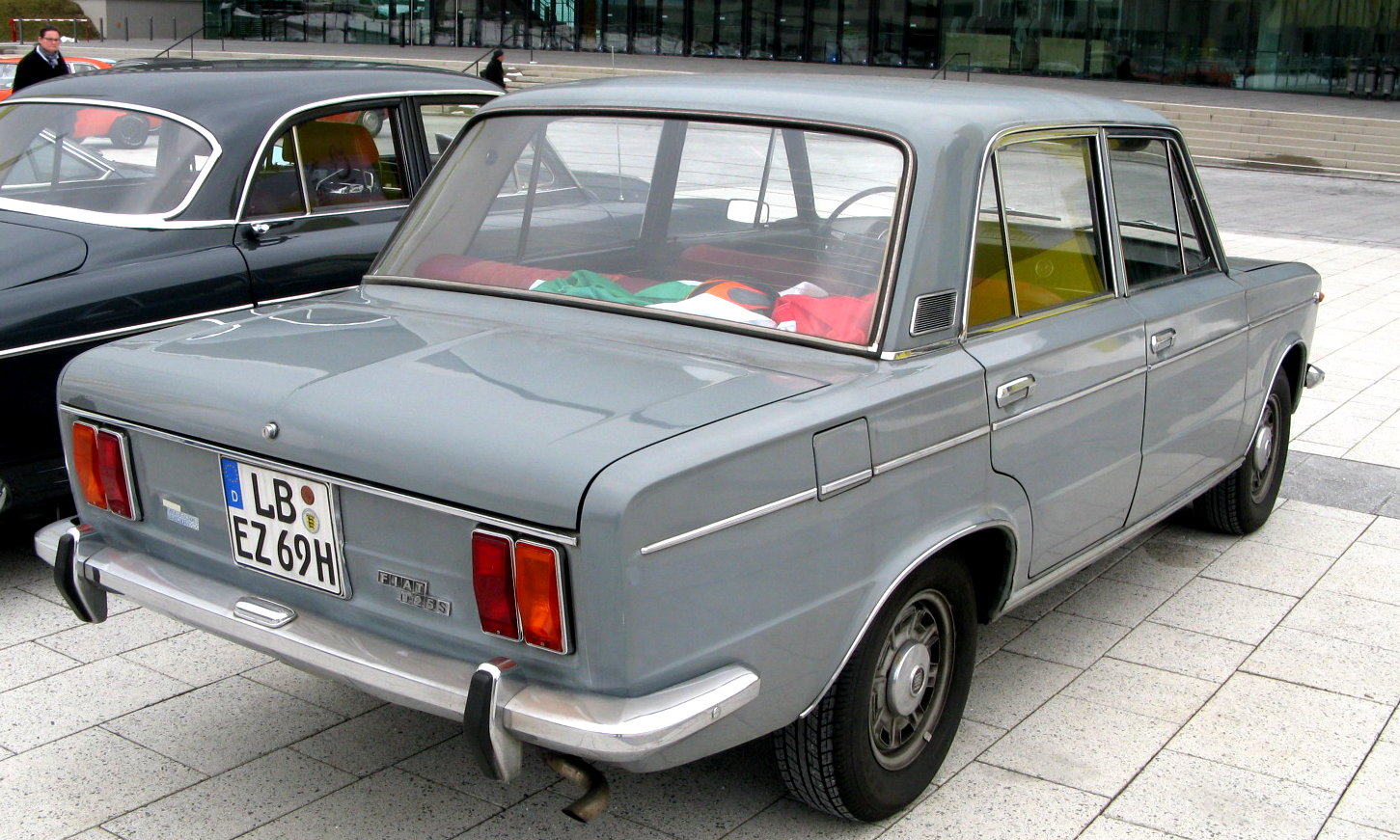
Vista trasera del Fiat 1600

El Fiat 1600 fue un automóvil de turismo del segmento C fabricado por la subsidiaria argentina de la automotriz italiana Fiat. Se trataba de un modelo derivado del Fiat 125 y fabricado exclusivamente en Argentina. Este modelo fue estrenado en el año 1969 tras el estreno en Italia del mencionado 125 y presentado a modo de modelo de transición entre este y su antecesor, el Fiat 1500. El Fiat 1600 era un modelo híbrido creado en Argentina, del cual se tomó para su creación el último motor que equipó al Fiat 1500, siendo este montado a la carrocería del Fiat 125. Para diferenciar ambos modelos fueron elaboradas pequeñas alteraciones estéticas, las cuales cobraron popularidad entre los consumidores y por las cuales podían diferenciar al 1600 del 125.
En cuanto a sus opciones de equipamiento, el 1600 se presentó inicialmente en versión berlina, de la cual se presentó en 1970 la variante con 90 HP de potencia. Ese mismo año, el 1600 presentaba su primera variante de carrozado al ser presentado el coupé Fiat 1600 Sport, un desarrollo netamente argentino creado por el diseñador Aldo Periz y basado en el coupé 1500 Sport de Alfredo Vignale, mientras que en 1972 fue presentada la versión pick-up Fiat 1600 Multicarga.
Todas las versiones de automóvil del Fiat 1600 fueron interrumpidas en el año 1972, siendo reemplazadas por el propio Fiat 125, el cual, además de presentar sus cambios estéticos externos, venía equipado con un motor de cuatro cilindros y doble árbol de levas a la cabeza, capaz de desarrollar potencias superiores a los 88 HP del primer Fiat 1600. En tanto que la 1600 Multicarga dejó de producirse en 1973, siendo reemplazada por la versión Multicarga del 125.

## Historia

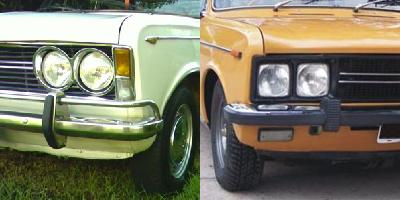
Comparativa entre los faros de un Fiat 1600 y los de un Fiat 125.

### Previa
En 1968, Fiat decidió lanzar en Italia un nuevo modelo de automóvil de turismo, al cual denominó Fiat 125, un sedán de cuatro puertas y carrocería autoportante, que fue pensado por la marca italiana para dar retiro al modelo Fiat 1500, en ese entonces el sedán de representación de la marca italiana.
Esta presentación motivó en Argentina la idea de dar un reemplazo a su versión del Fiat 1500, el cual estaba basado primero en el modelo Fiat 1300 y después en el Fiat 1500 C, que a pesar de sus años continuaba teniendo un buen ritmo de ventas gracias a la fiabilidad de su mecánica simple pero robusta. A todo ello, Fiat pensó la manera de poder crear un vehículo que reúna las características más fuertes de ambos modelos, teniendo como resultado un coche desarrollado exclusivamente en Argentina.

### Desarrollo y lanzamiento del Fiat 1600
Fue así que el "desarrollo" no fue otra cosa más que acoplar a la carrocería del 125 el último motor que equipaba al 1500, un motor de 1625 cm³ de 88 CV de potencia, dando como resultado un modelo nuevo: el Fiat 1600. Este modelo sirvió como modelo de transición entre el viejo 1500 y el moderno 125 presentado en ese año por la marca italiana. El estreno del Fiat 1600 fue en el año 1969, siendo presentado con su motor base de 1625 cc y 88 CV de potencia, recibiendo también una ligera reforma estética en sus faros delanteros y traseros, los cuales terminarían popularizándose como la forma de distinguir externamente al 1600 del 125.
Esta reforma consistía en reformular los faros delanteros del 125 (los cuales siempre fueron de forma circular y originalmente venían embutidos en la parrilla mediante un bastidor cuadrangular), adoptándose para el 1600 un diseño de faros duales circulares, similares a los empleados en el Polski Fiat 125p (versión polaca del 125). Al mismo tiempo, si bien los faros traseros del 1600 eran los mismos de la primera generación del 125, los cuales eran divididos en dos pares de forma rectangular, cuando este auto se estrenó en 1973 fue presentado con su nuevo diseño de faros rectangulares enterizos, quedando en el común de la gente que el 1600 era el de faros divididos y el 125 el de faros enterizos. Al mismo tiempo, hubo versiones del 125 que traían faros duales de forma cuadrangular y unos años más tarde vino la versión con faros simples de gran superficie y forma rectangular.

### Llegan el 1600 90, la coupé Sport y la Multicarga
En 1970, fue estrenado el Fiat 1600 90, modelo denominado de esta forma gracias a que su motor fue evolucionado para poder otorgar una potencia de 90 HP. El mismo, traía el mismo equipamiento del modelo base, con caja manual de cuatro velocidades con palanca al volante, asientos anatómicos y regulables en altura y distancia y tablero equipado con instrumental a agujas. Unos meses más tarde, fue lanzada la primera variante del 1600, siendo esta la Coupé Fiat 1600 Sport, la cual fue un desarrollo netamente local. Esta coupé fue diseñada por el proyectista de Fiat Concord Aldo Periz, quien basó su desarrollo sobre la coupé 1500 Sport diseñada por Alfredo Vignale. La decisión de producir este modelo se dio como solución a los altos costos que insumía la producción de la coupé 1500 (lanzada en 1966 exclusivamente para el mercado argentino) ya que por cada unidad producida, Fiat Concord debía pagarle al carrocero turinés un canon de exclusividad por haber diseñado el coche. Con la creación de Periz, Fiat Concord quedaba exenta de seguir con ese pago. Este modelo traía como atributos el incremento de su potencia a 92 HP, su amplio y confortable espacio interior, su equipamiento moderno, la ubicación de la palanca de cambios al piso. Sobre el final de la producción de este vehículo, Fiat decidió lanzar la versión 1600 Multicarga, una pick-up liviana basada en el 1600, con capacidad de carga de hasta media tonelada.

### Fin de producción y redenominación a Fiat 125
Tras casi tres años de producción y debido a la alta aceptación obtenida por estos modelos, la gama 1600 paulatinamente comenzó a ser reformulada, ya que en para 1972 se anunció el cambio de denominación para toda la línea a la vez de darse por finalizada la producción de los motores de 1625 cm³, que daban fundamento a la gama 1600. De esta forma, tanto el sedán como la coupé sport pasaron a recibir la denominación Fiat 125, a la vez de pasar a equipar los novedosos motores Fiat Twin Cam con doble árbol de levas a la cabeza, lo que supuso el final de la producción del Fiat 1600. A pesar de ello, la camioneta Multicarga recién recibió su adecuación en el año 1973, completando la nueva gama 125.

## El 1600 en el ámbito deportivo
En el ámbito deportivo de la República Argentina, el Fiat 1600 tuvo un rol importante siendo uno de los primeros vehículos de la marca en ser utilizados masivamente por pilotos de diferentes categorías del país. Tanto su versión sedán como su coupé deportiva fueron objeto de preferencia por varios pilotos de rallyes y principalmente de la categoría Turismo Nacional. En esta última, el modelo fue uno de los más predominantes dentro de la Clase 3, la cual estaba catalogada para este modelo. En la misma, generó una rivalidad histórica con el modelo Peugeot 504, dando origen a la rivalidad Fiat Vs. Peugeot, catalogada como la principal rivalidad del TN, en concordancia con la rivalidad Chevrolet Vs. Ford del Turismo Carretera.
También, en esos años, el modelo 1600 90 fue utilizado por Fiat Argentina para organizar la primera competencia monomarca que reuniese a los más destacados pilotos del país, siendo conocida esta como el Desafío de los valientes, la cual se desarrolló entre los años 1970 y 1973. El 1600 fue utilizado en los dos primeros años, siendo reemplazado al año siguiente por su sucesor, el Fiat 125.
Tras su discontinuación en 1972 y hasta el día de hoy se siguen organizando competencias de resistencia para automóviles antiguos, siendo el 1600 uno de los más utilizados. Su huella fue seguida por el Fiat 125, modelo que perduraría hasta entrada la década del '80 y que fuera utilizado como representante de la marca Fiat dentro del TC 2000, durante los albores de esta categoría.